# French Leave (filme de 1937)
French Leave é um filme de comédia produzido no Reino Unido, dirigido por Norman Lee e lançado em 1937.